# フェーズ (バンド)
フェイズ（Phase）は、イギリスを中心に活動するギリシャのロックバンド。 2003年にギリシャのラリサで結成。2009年にMicrosoft Playlist 7で 1stシングル 'Perditionをリリース。その後、2009年に1stアルバム'In Consequence'をリリースした。

## 歴史
2003年のバンド結成以降、Thanos Grigoriouとその他のメンバーDamianos Harharidis, Vasilis Liapis そしてMarios Papakostas は特徴的な独自のサウンドを追求し、そしてそれらは後のアルバムに引き継がれた。